# معمارية 16 بت

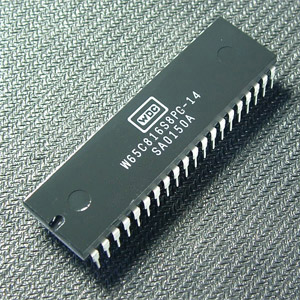

## بنية المعالج 16-بت
قدمت شركة HP BPC في عام 1975 أول معالج دقيق 16-بت في العالم. تتضمن المعالجات 16-بت (معالج البيانات المبرمج-11) وإنتل 8086, وإنتل 80286 وWDC 65C816. كان إنتل 8088 برنامج متطابق مع إنتل 8086 وكان 16-بت بحيث كانت مسجلاته طولها 16 بت وله تعليمات رياضية علي الرغم من أن ناقله الخارجي كان إتساعه 8-بت. تتضمن المعالجات الأخرى 16-بت الشهيرة تكساس أنسترومنت وTMS9900 ومعالج زد Z8000.
العدد الصحيح 16-بت يمكنه تخزين 216 (أو 65.536) قيم فريدة. في أي تمثيل غير موقع تكون هذه القيم هي الأعداد الصحيحة بين 0 (عدد) و65.536 باستخدام متمم ثنائي تتراوح القيم الممكنة بين −32,768 و32,767. وبذلك فإن المعالج ذو عنوان مادي 16-بت يمكن أن يدخل مباشرة إلي 64 كيلوبايت من ذاكرة البايتات القابلة للعنون.
المعالجات 16-بت تم إستبدالها تقريبا جميعها في مجال صناعة حاسوب شخصي لكن تبقي مستخدمة علي نطاق واسع من التطبيقات المضمنة. على سبيل المثال معالج XAP 16-بت يُستخدم في العديد من الدوائر الإلكترونية ذات التطبيقات الخاصة ASIC.

### 16/32-بت موتورولا 68000 وإنتل 386SX
أحياناً موتورولا 68000 يُسمي معالج 16-بت لأن ناقلات البيانات الداخلية والخارجية إتساعها 16 بت ولكن يمكن اعتبارها معالج 32-بت لأن مسجلات الغرض العام تتسع لـ 32 بت ومعظم التعليمات الرياضية تدعمها حسابات 32-بت. كانت MC68000 معالج شيفرة دقيقة ذو ثلاثة وحدات داخلية للحساب والمنطق 16-بت. هناك 24-بت فقط من عداد البرنامج متاحة في الحزم المزدوجة الأصلية. مع حوالي 16 ميجابايت من ذاكرة الوصول العشوائي القابلة للعنونة. برمجيات MC68000 هي 32-بت في طبيعتها ومستقبلية التوافق مع المعالجات 32-بت الأخرى. كانت MC68008 إصدار من 68000 مع مسار بيانات خارجي 8-بت وعنونة 1 ميجابايت. العديد من نماذج أبل وماكنتوش مثل سلسلة LC استخدمت المعالجات 32-بت MC68020 وMC68030 علي ناقل بيانات 16-بت لتوفير التكلفة.
ينطبق تحليل مشابه علي بديل وحدة المعالجة المركزية إنتل 80286 الذي يُسمي 386SX وهو معالج 32-بت مع وحدة الحساب والمنطق 32-بت ومسارات داخلية للبيانات 32-بت مع ناقل خارجي 16-بت و24-بت عنونة للمعالج الذي تم استبداله.
المعالج 68000 لـ ميجا درايف كان سمة مميزة شهيرة لنظام ألعاب الفيديو. ونظرا لانتشار هذه الشهرة فإن الفترة من 1988-1995 (الجيل الرابع) لنظام ألعاب الفيديو غالباً ما يُسمي عصر 16-بت.

## صيغة ملف 16-بت
إن صيغة ملف 16-بت صيغة ملف ملف ثنائي يتحدد فيها كل عنصر من عناصر البيانات علي 16 بت (أو 2 بايت). مثال لهذه الصيغة UTF-16 وصيغة الملف المتغير بالنوافذ.

## نماذج ذاكرة 16-بت
مثل نماذج البيانات 64-بت، فإن بنية إنتل 16-بت تسمح لمختلف نماذج الذاكرة المختلفة بطرق للوصول إلي موقع ذاكرة محدد. السبب وراء استخدام نموذج ذاكرة محدد هو حجم تعليمات المُجمع أو المساحة التخزينية اللازمة للمؤشرات. مجمعات عصر 16-بت كانت تتسم عموما بالخصائص التالية:
| نموذج البيانات | قصير | داخلي | طويل | المؤشرات |
| -------------- | ---- | ----- | ---- | -------- |
| IP16L32 (قريب) | 16   | 16    | 32   | 16       |
| I16LP32 (بعيد) | 16   | 16    | 32   | 32       |

صغير للغايةتكون الشفرة والبيانات في نفس الشريحة (خاصة المسجلات CS وDSو ES وSS سوف تشير إلي نفس الشريحة) المؤشرات القريبة تُستخدم دائما. لا تتعدي مساحة الشفرة والبيانات والكومة معا 64 كيلوبايت.
صغيرتكون الشفرة والبيانات في شرائح مختلفة والمؤشرات القريبة تُستخدم دائما. ستكون هناك مساحة 64 كيلوبايت للشفرة و64 كيلوبايت للبيانات والكومة.
متوسطتستخدم مؤشرات الشفرة مؤشرات بعيدة مما يتيح الوصول إلي 1 ميجابايت. تبقي مؤشرات البيانات من النوع القريب.
مضغوطمؤشرات البيانات تستخدم النوع البعيد والشفرة تستخدم المؤشرات القريبة.
كبير/ضخممؤشرات البيانات والشفرة بعيدة.

## قائمة بوحدات المعالجة المركزية 16-بت
قالب:هذه القائمة غير كاملة يمكنك المساعدة بالإضافة إليها
- تكساس أنسترومنت
  - تكساس أنسترومنت TMS9900
  - TI MSP430
- إنتل
  - إنتل 8086/إنتل 8088
  - إنتل 80186/إنتل 80188
  - إنتل 80286
  - إنتل MCS-96
- معالج زد
  - معالج زد زد8000
- فريسكال
  - فريسكال 68HC12
  - فريسكال 68HC16
- مركز التصميم الغربي
  - WDC 65816/65802